# Phil Murphy (rugby à XV)
Pour les articles homonymes, voir Murphy.
Pas d'image ? Cliquez ici

a Compétitions nationales et continentales officielles uniquement.

b Matchs officiels uniquement.
Dernière mise à jour le 8 novembre 2021.
Philip Troy Murphy, né le 4 décembre 1976 à Saint-Jean de Terre-Neuve en Terre-Neuve-et-Labrador (Canada), est un joueur de rugby à XV canadien, jouant troisième ligne centre ou troisième ligne aile.
Il a honoré sa première cape internationale le 20 mai 2000 à Vancouver pour une victoire 29-11 contre les Tonga.
En 2005-2006 il joue dans le championnat anglais à Londres, avec les London Irish.

## Carrière

### Clubs successifs
- USA Perpignan 2000-2003
- London Irish 2003-2008
- Rugby Viadana 2008-2009

Le 24 mai 2003, il est titulaire avec l'USA Perpignan, associé en troisième ligne à Bernard Goutta et Grégory Le Corvec, en finale de la Coupe d'Europe au Lansdowne Road de Dublin face au Stade toulousain. Les Catalans ne parviennent pas à s'imposer, s'inclinant 22 à 17 face aux Toulousains qui remportent le titre de champions d'Europe.

### Sélections nationales
- 20 sélections en équipe du Canada
- 5 essais
- 25 points
- Nombre de sélections par année : 7 en 2000, 2 en 2001, 7 en 2002, 3 en 2003, 1 en 2004.
- Coupe du monde de rugby disputée: aucune.

### Avec les Barbarians
En novembre 2001, il connaît son unique sélection avec les Barbarians français contre les Fidji à Toulon. Les Baa-Baas s'inclinent 17 à 15.